# Baygon

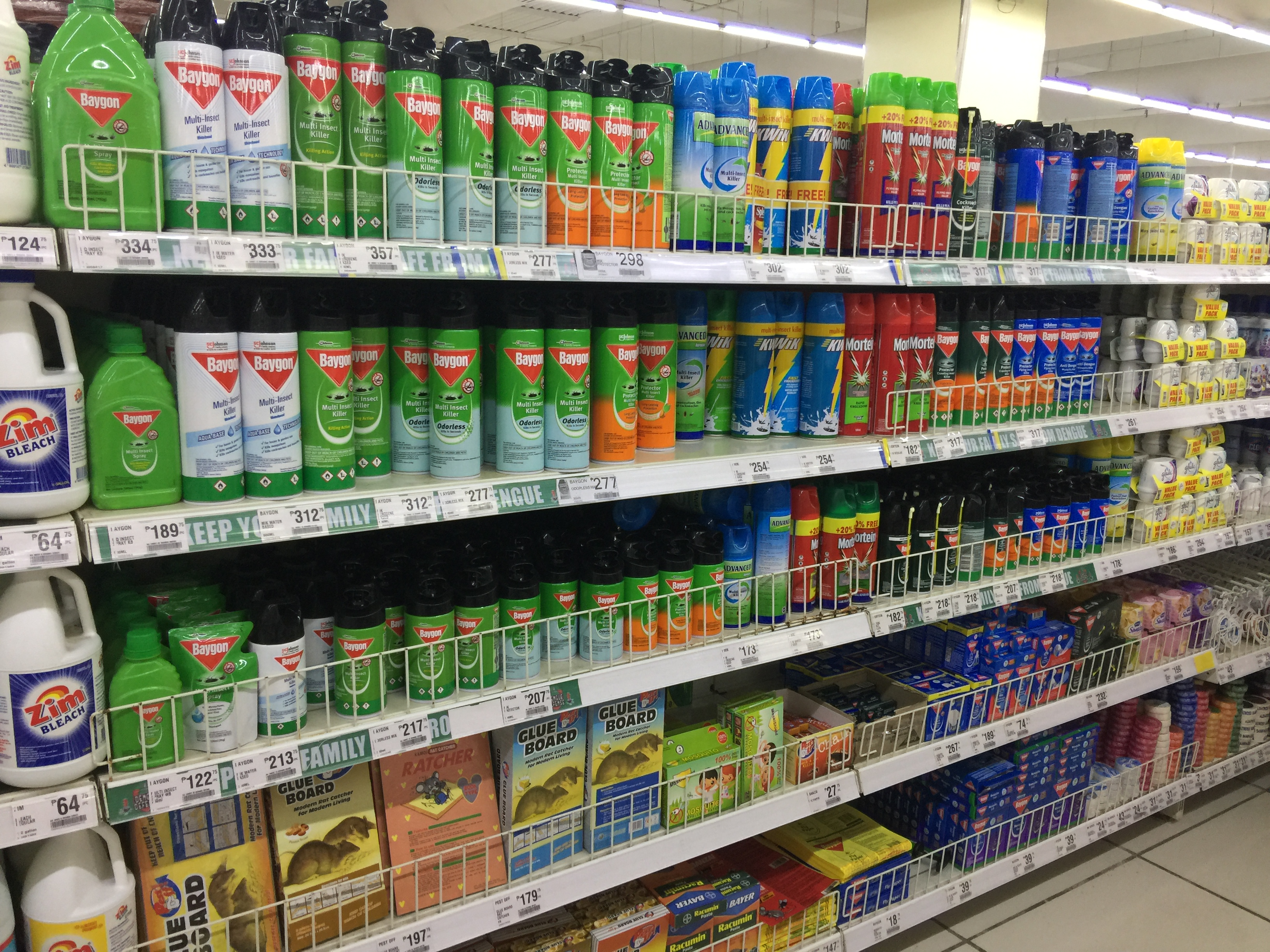
Pesticides de toutes marques vendus en grande surface

Baygon est une marque de pesticides produite par S. C. Johnson. Cet insecticide est utilisé pour l'extermination et le contrôle des ravageurs de nombreux ménages, et est efficace contre les grillons, les blattes, les fourmis, les fourmis charpentières, araignées, lépismes argentés, les moustiques et autres rampants.
Le principe actif fait partie de la famille des N-méthylcarbamates

## Historique
Baygon est créée en 1947 par l’entreprise Bayer. En 2003, Bayer revend la marque à S. C. Johnson.
En 1980, Michel Leeb fait de la publicité pour l'insecticide Baygon Jaune (pour les insectes volants) et Baygon Vert (pour les insectes rampants).